# サペリオン
サペリオン (Saperion) は、約5億年前のカンブリア紀に生息した化石節足動物の一属。全身が縦長い楕円形の甲羅に覆われる。中国雲南省の澄江動物群で見つかった Saperion glumaceum という1種のみ知られている。

## 名前
学名「Saperion」はギリシャ語における不明な動物の名前に由来する。ラテン語で「薄膜状の」を意味する模式種（タイプ種）の種小名「glumaceum」は、本種の薄くて鉱化していない甲羅にちなんで名付けられた。

## 形態
体長最大15.1cm。全身は縦長い楕円形で、数多くの体節は元々頭部や胴部といった合体節に分かれたとされるが、背面の外骨格、すなわち頭部の背甲 (head shield) と胴部の背板 (tergite) は全て1枚の甲羅に癒合し、胴部背板のみ19ほどの体節の境目の溝が見られる（そのうち前13節が胸部 (thorax)、後6節が尾部 (pygidium) 由来ともされる）。縁辺部は滑らかで、体節を示す境目や棘は存在しない。先頭には独立した1枚の小さな甲皮 (anterior sclerite, または prehypostomal sclerite) が突き出し、その直後には1対の側眼（複眼）がある。側眼は短い眼柄で甲皮の左右から後方に伸びて、背甲の下に覆われるとされる。
腹面は順に甲皮の腹面構造・1枚のハイポストーマ・1対の触角・約25対の脚が配置され、甲皮以外は全てが甲羅に覆われている。ハイポストーマは甲皮の後方に隣接し、その左右から突き出した触角は10節ほど知られるが、先端は不明。脚は触角以降から1体節に1つき1対もつが、頭部の脚の総数は不明。脚は二叉型で、原節 (protopod) から2節の扇形の外肢 (exopod) と5節の歩脚型の内肢 (endopod) に枝分かれている。原節は発達だが顎基 (gnathobase) の有無は不明確、外肢は第1節後縁に数多くの葉状の構造体 (lamella) が並び、内肢は単調で内突起 (endite) をもたない。

## 分類

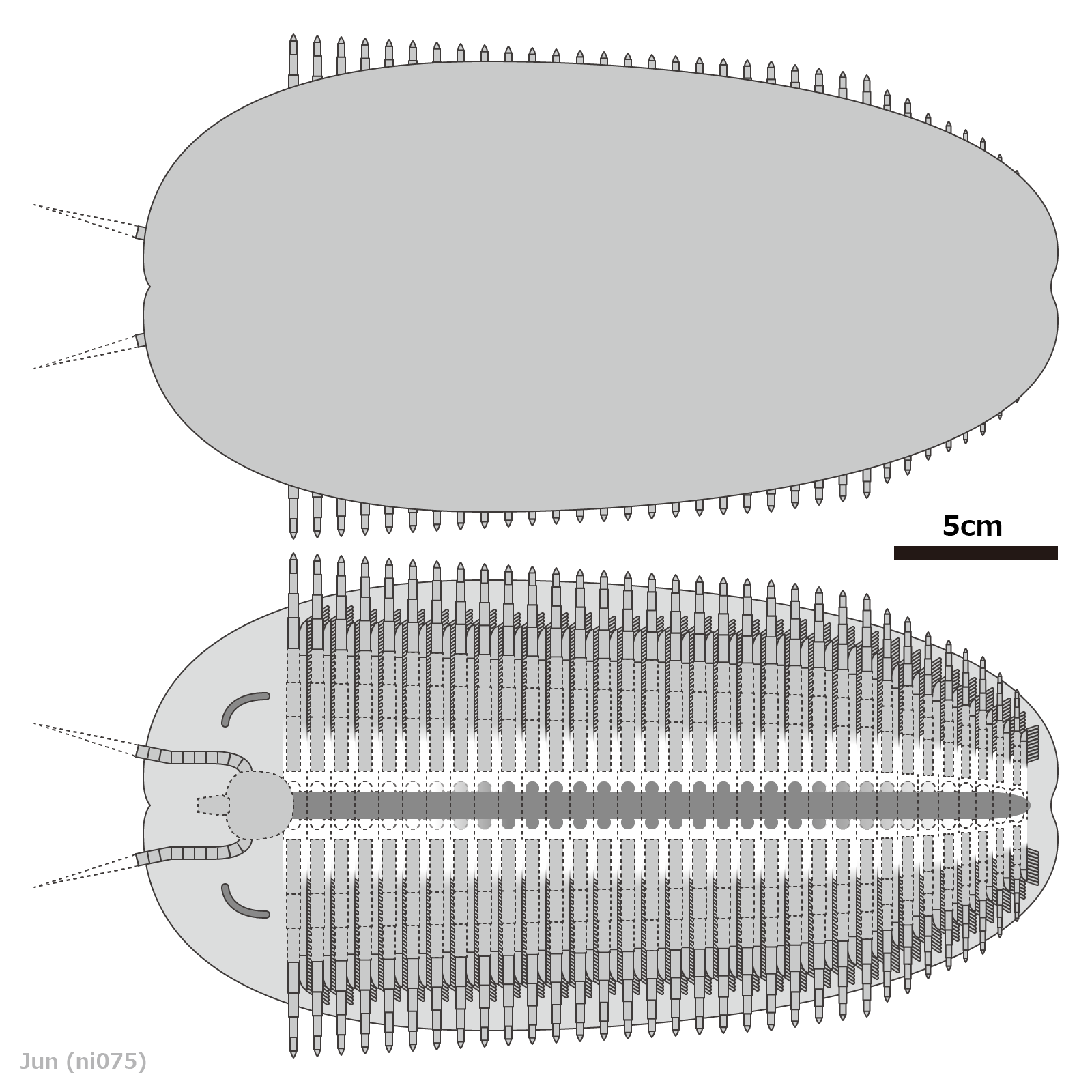
テゴペルテ

サペリオンは古生物のみ知られる節足動物の分類群Artiopoda類に属する。の三葉形類に属し、その中で本属は三葉虫やナラオイアなどと共に三葉形類に、更にクアマイアやヘルメティアなどと共にConciliterga類（またはヘルメティア目 Helmetiida）に分類され、特にテゴペルテやシキオルディアとの類縁関係が多くの系統解析に支持される。この3つの属は1枚の甲羅に癒合した背面が共通点で、そのうちサペリオンは甲羅の複合的特徴（縦長い楕円形の輪郭・滑らかな縁辺部・先頭の甲皮を兼ね備える）から他の2属と区別できる。